# ويلارد ألين
ويلارد ألين (بالإنجليزية: Willard Allen)‏ هو سياسي أمريكي، ولد في 1940 في مقاطعة غارارد في الولايات المتحدة. حزبياً، نشط في الحزب الجمهوري.